# Rheinenergie
Die RheinEnergie AG ist ein regionales Energieversorgungsunternehmen für Strom-, Gas-, Wasser- und Wärmeversorgung mit Sitz in Köln. Das Unternehmen versorgt rund 2,5 Millionen Menschen, Industrie, Handel und Gewerbe mit Energie und Trinkwasser.
Die RheinEnergie befindet sich im Besitz zweier Gesellschafter: 75,8 Prozent der Anteile hält die GEW Köln AG, die als Holdinggesellschaft wiederum zu 10 Prozent direkt und zu 90 Prozent indirekt über die Stadtwerke Köln GmbH im Besitz der Stadt Köln ist. In der Satzung der RheinEnergie ist festgelegt, dass sie sich immer mehrheitlich in kommunalem Besitz befinden muss. Die restlichen 24,2 Prozent befinden sich im Besitz der Westenergie AG. Diese wiederum gehört zu E.ON.

## Geschichte
130 Jahre lang versorgte die „Gas-, Elektrizitäts- und Wasserwerke Köln AG (GEW)“ das linksrheinische Köln mit Energie und Wasser. Die GEW war als eines der größten deutschen kommunalen Energie- und Wasserversorgungsunternehmen zu 100 Prozent im Besitz der Stadt Köln. Um für den Wettbewerb und die veränderten Rahmenbedingungen gerüstet zu sein, wandelte sich die GEW vom Versorger für Köln zum Versorger für die rheinische Region.
Dieser Prozess erfolgte als Neugründung in mehreren Etappen. Im Jahre 2002 übertrug die GEW ihre Anlagen, Personal und operatives Geschäft auf die „GEW RheinEnergie AG“ und wandelte sich so zu einer reinen Beteiligungsgesellschaft unter dem neuen Namen GEW Köln, die an der GEW RheinEnergie 80 Prozent der Aktien hält, um. Die RWE-Gruppe brachte Anteile an umliegenden Energieversorgungsunternehmen sowie Kunden, Wassernetze ein und ist dafür mit 20 Prozent an dem neuen Unternehmen beteiligt. Zum 1. April 2005 firmierte das Unternehmen in „RheinEnergie AG“ um.
Im Frühjahr 2014 bezog RheinEnergie eine neue Hauptzentrale (Parkgürtel 24).

## Beteiligungen und Tochterunternehmen
Im Oktober 2007 erwarb RheinEnergie ein Aktienpaket von 16,1 % an der börsennotierten MVV Energie von der Stadt Mannheim. Die MVV Energie ist mit 28 % am Grosskraftwerk Mannheim beteiligt, welches das größte Steinkohlekraftwerk in Deutschland ist. Die Anteile an der MVV Energie verkaufte die RheinEnergie im April 2020 wieder.
Im Februar 2011 übernahm die RheinEnergie 49,6 % des mit Steinkohle betriebenen Kraftwerks Rostock von RWE Power und Vattenfall.
Die RheinEnergie ist an zahlreichen Stadtwerken im Rheinland beteiligt wie z. B. in Gummersbach, Hürth, Bergisch Gladbach, Leverkusen, Dormagen, Leichlingen, Lohmar, Pulheim, Bornheim, Troisdorf, Duisburg und Bonn.
Für den Betrieb ihrer Energieerzeugungsanlagen hat die RheinEnergie Tochterunternehmen gegründet wie z. B. die RheinEnergie HKW Rostock GmbH, RheinEnergie HKW Niehl 3 GmbH, GT-HKW Niehl GmbH, RheinEnergie Windkraft GmbH, RheinEnergie Solar GmbH oder die RheinEnergie Biokraft Randkanal-Nord GmbH & Co. KG.
| Beteiligung der RheinEnergie an                                             | Sitz der Gesellschaft | Anteil  | Eigenkapital |
| --------------------------------------------------------------------------- | --------------------- | ------- | ------------ |
| AggerEnergie GmbH                                                           | Gummersbach           | 62,7 %  | 70,45 Mio. € |
| GVG Rhein-Erft GmbH                                                         | Hürth                 | 56,6 %  | 50,22 Mio. € |
| BELKAW GmbH                                                                 | Bergisch Gladbach     | 50,1 %  | 56,54 Mio. € |
| Rheinische NETZGesellschaft mbH                                             | Köln                  | 100,0 % | 73,33 Mio. € |
| RheinEnergie Windkraft GmbH                                                 | Köln                  | 100,0 % | 59,32 Mio. € |
| RheinEnergie HKW Niehl 3 GmbH                                               | Köln                  | 100,0 % | 55,00 Mio. € |
| RheinEnergie Trading GmbH                                                   | Köln                  | 100,0 % | 10,00 Mio. € |
| AGO GmbH Energie + Anlagen                                                  | Kulmbach              | 100,0 % | 8,69 Mio. €  |
| RheinEnergie Solar GmbH                                                     | Köln                  | 100,00  | 2,53 Mio. €  |
| RheinEnergie Biokraft Randkanal Nord GmbH & Co. KG                          | Köln                  | 100,0 % | 1,58 Mio. €  |
| ENERGOTEC Energietechnik GmbH                                               | Köln                  | 100,0 % | 0,31 Mio. €  |
| RheinEnergie HKW Rostock GmbH                                               | Köln                  | 100,0 % | 0,03 Mio. €  |
| GT-HKW Niehl GmbH                                                           | Köln                  | 100,0 % | 0,03 Mio. €  |
| RheinEnergie Biokraft Verwaltungs GmbH                                      | Köln                  | 100,0 % | 0,03 Mio. €  |
| RheinEnergie Industrielösungen GmbH                                         | Ludwigshafen am Rhein | 100,0 % | 0,03 Mio. €  |
| ENTALO GmbH & Co. KG                                                        | Pullach im Isartal    | 100,0 % | 0,00 Mio. €  |
| TankE GmbH                                                                  | Köln                  | 100,0 % | −0,55 Mio. € |
| Beteiligungsübersicht an verbundenen Unternehmen laut Geschäftsbericht 2022 |                       |         |              |

## Produkte und Kunden
Die RheinEnergie liefert Strom, Erdgas, Wärme und Trinkwasser an Privat- und Geschäftskunden und versorgt gemeinsam mit Partnern und Beteiligungsgesellschaften ein Gebiet vom Rhein-Erft-Kreis westlich der Stadt Köln bis weit ins Bergische Land im Osten, von Leverkusen im Norden bis in das nördliche Rheinland-Pfalz. Zudem beliefert die RheinEnergie Großkunden im gesamten Bundesgebiet mit Strom und bietet Energiedienstleistungen wie Contracting an.

### Strom
2022 hat die RheinEnergie 15.534 GWh Strom verkauft. Selbst erzeugt hat sie 3.144 GWh, was einen Anteil von 20,2 % ausmacht. Den restlichen Strom kauft die RheinEnergie über ihr Tochterunternehmen RheinEnergie Trading GmbH an der Leipziger Strombörse (European Energy Exchange).
|                                                        | 2018       | 2019       | 2020       | 2021       | 2022       |
| verkaufter Strom                                       | 17.047 GWh | 17.565 GWh | 16.367 GWh | 15.631 GWh | 15.534 GWh |
| selbst erzeugter Strom                                 | 5.189 GWh  | 5.340 GWh  | 4.843 GWh  | 4.341 GWh  | 3.144 GWh  |
| im Kraftwerk Rostock, Steinkohle                       | 1.060 GWh  |            |            |            |            |
| im Heizkraftwerk Köln-Merkenich, Braunkohle + Erdgas   | 323 GWh    |            |            |            |            |
| in den Heizkraftwerk Niehl, Merheim + Südstadt, Erdgas | 3.516 GWh  |            |            |            |            |
| Windkraft                                              | 207 GWh    | 289 GWh    |            |            |            |
| Photovoltaik                                           | 31 GWh     | 29,9 GWh   |            |            |            |
| Biomasse                                               | 36 GWh     | 38,9 GWh   |            |            |            |
| Solarthermie                                           | 16,5 GWh   | 21 GWh     |            |            |            |

Der Anteil an erneuerbaren Energien des von der RheinEnergie selbst produzierten Strom ist mit 5,6 % recht gering. Zum Vergleich: der bundesdeutsche Durchschnitt der Erneuerbaren Energien an der Nettostromerzeugung lag im Jahr 2018 bei 40,6 %.

### Gas
Die RheinEnergie beliefert Kunden in Köln und Rösrath mit Erdgas. Im Stadtgebiet von Köln liegt der Erdgas-Anteil im Raumwärmebedarf von Haushalten, Kleingewerbe und öffentlichen Gebäuden bei 66,7 Prozent.

### Trinkwasser
Die RheinEnergie versorgt Köln, Frechen, Bergisch Gladbach, Brühl und den Pulheimer Süden mit Trinkwasser. Acht Wasserwerke und zwei durch einen Düker verbundene Trinkwassernetze (links- und rechtsrheinisch) stellen die Versorgung sicher.
Das Wasser entstammt dem Grundwasserstrom, der den Untergrund der Kölner Bucht durchfließt. Dieser wird gespeist von versickerten Niederschlägen und Uferfiltrat, das durch riesige Kies- und Sandschichten auf natürliche Weise gefiltert und gereinigt wird.
So käme es in der Region auch in extrem trockenen Zeiten nicht zu Engpässen in der Trinkwasserversorgung.
Die Qualität des Trinkwassers wird durch tägliche Wasseranalysen sowie regelmäßige amtliche Kontrollen gesichert. Die Messpunkte sind über das ganze Stadtgebiet verteilt – im Vorfeld der Fassungsanlagen, an den Brunnen selbst, in den Wasserwerken, im Verteilungsnetz und bei den Kunden. Das Trinkwasser im Versorgungsgebiet der RheinEnergie liegt überwiegend im Härtebereich „hart“.

### Fernwärme
In den Heizkraftwerken der RheinEnergie wird nicht nur Strom, sondern in Kraft-Wärme-Kopplung gleichzeitig Wärme erzeugt, um den eingesetzten Energieträger bestmöglich zu nutzen und den CO2-Ausstoß zu mindern. Allein das Heizkraftwerk Niehl II könnte 300.000 Haushalte in Köln mit Fernwärme versorgen. In der Kölner Innenstadt besteht eine mehr als 50-prozentige Abdeckung des Heizwärmebedarfs durch Fernwärme. Die Fernwärmeleitungen und -anschlüsse werden ständig ausgebaut. Wichtige Großkunden im Bereich Fernwärme sind unter anderem der WDR, die Universität zu Köln, die Ford Werke oder die Deutz AG.

### Netzbetreiber
Siehe Hauptartikel RheinNetz.

### Elektromobilität
Neben ca. 230 eigenen Ladepunkten errichtet die RheinEnergie für die Stadt Köln bis 2021 ca. 400 öffentliche Ladepunkte im Stadtgebiet. Weitere 1.000 Ladepunkte sollen ab 2022 bis 2024 hinzukommen. Auch die Ladeinfrastruktur der E-Busse der Kölner Verkehrs-Betriebe wird von RheinEnergie betrieben und mit Strom versorgt. Unter der Marke Rhingo wurde bis zum 31. Dezember 2021 eine Flotte aus E-Rollern im Sharing angeboten.
Das Geschäft wurde inzwischen vollständig in Tochterunternehmen ausgegliedert. Die TankE GmbH errichtet und betreibt seit 2019 Ladeinfrastruktur für E-Fahrzeuge. Die RheinWerke, als Gemeinschaftsunternehmen mit den Stadtwerken Düsseldorf, sind für die Errichtung und den Betrieb von Landstrom-Versorgungsstationen für Binnenschiffe vorrangig auf dem Rhein zuständig. Die Software für die Überwachung und Abrechnung aller Sparten (E-Autos, E-Busse und Landstrom) übernimmt das Joint Venture chargecloud GmbH, welches 2016 gemeinsam mit dem Softwarehersteller powercloud und dem Elektromobilitätspionier Mennekes gegründet wurde.

## Technische Anlagen
Die RheinEnergie betreibt in Köln vier Heizkraftwerke, vier Heizwerke, 47 Blockheizkraftwerke, 392 Nahwärmeanlagen, sowie Anlagen für erneuerbare Energie.

### Heizkraftwerke

#### Heizkraftwerk Köln-Merkenich

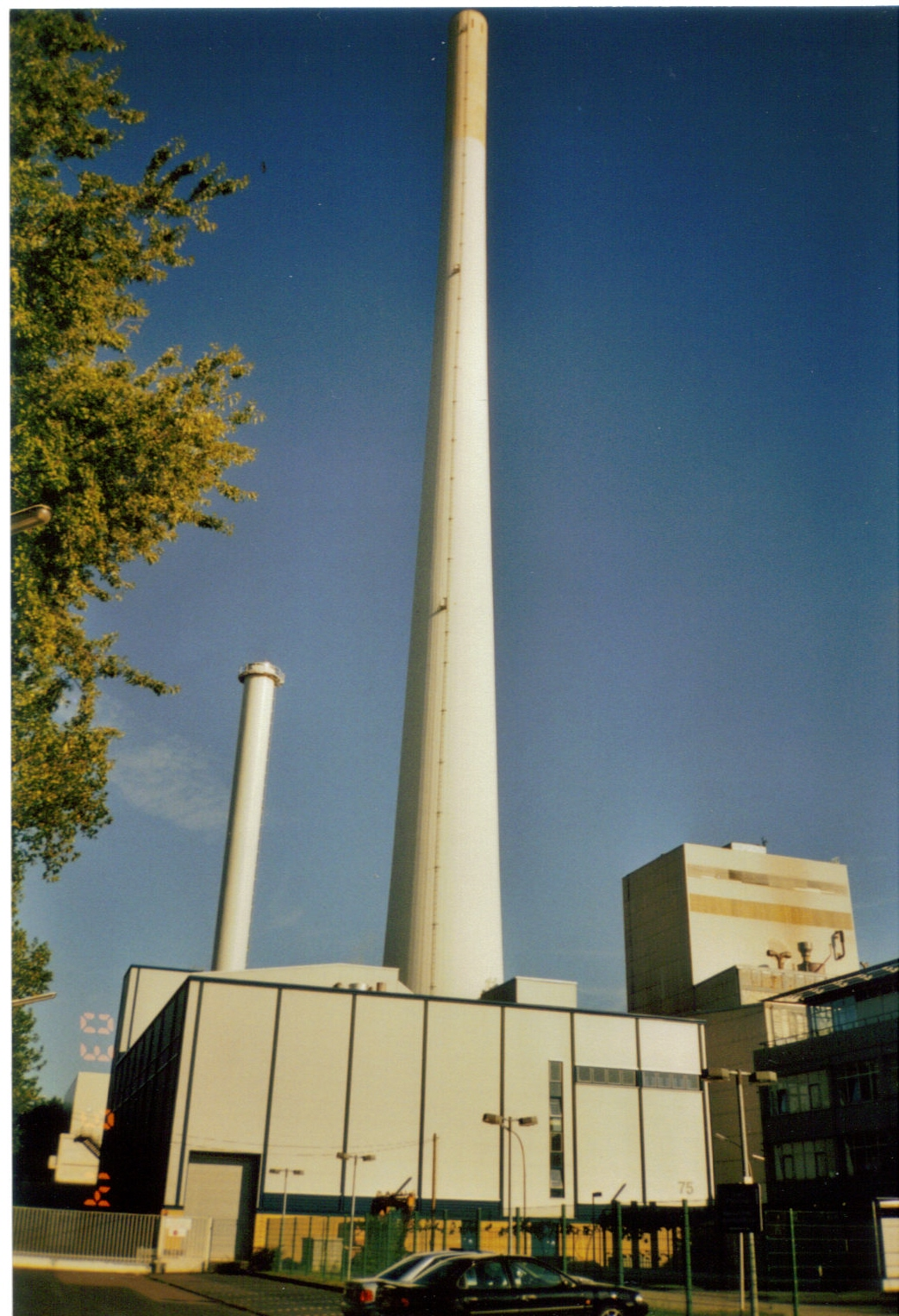
Heizkraftwerk Merkenich

Als einzige Anlage der RheinEnergie kann das Heizkraftwerk Merkenich neben dem Hauptbrennstoff Erdgas in einer eigenen Anlage auch Braunkohlengranulat verfeuern. Die Gas- und Dampfturbinentechnik liefert neben Strom mit einer Leistung von 75 MW auch Fernwärme und Prozessdampf (Wärmeleistung: 146 MW) für Gewerbe und Industrie im Kölner Norden. Zu den Ford-Werken führt eine eigene Leitungstrasse.

#### Heizkraftwerk Köln-Niehl

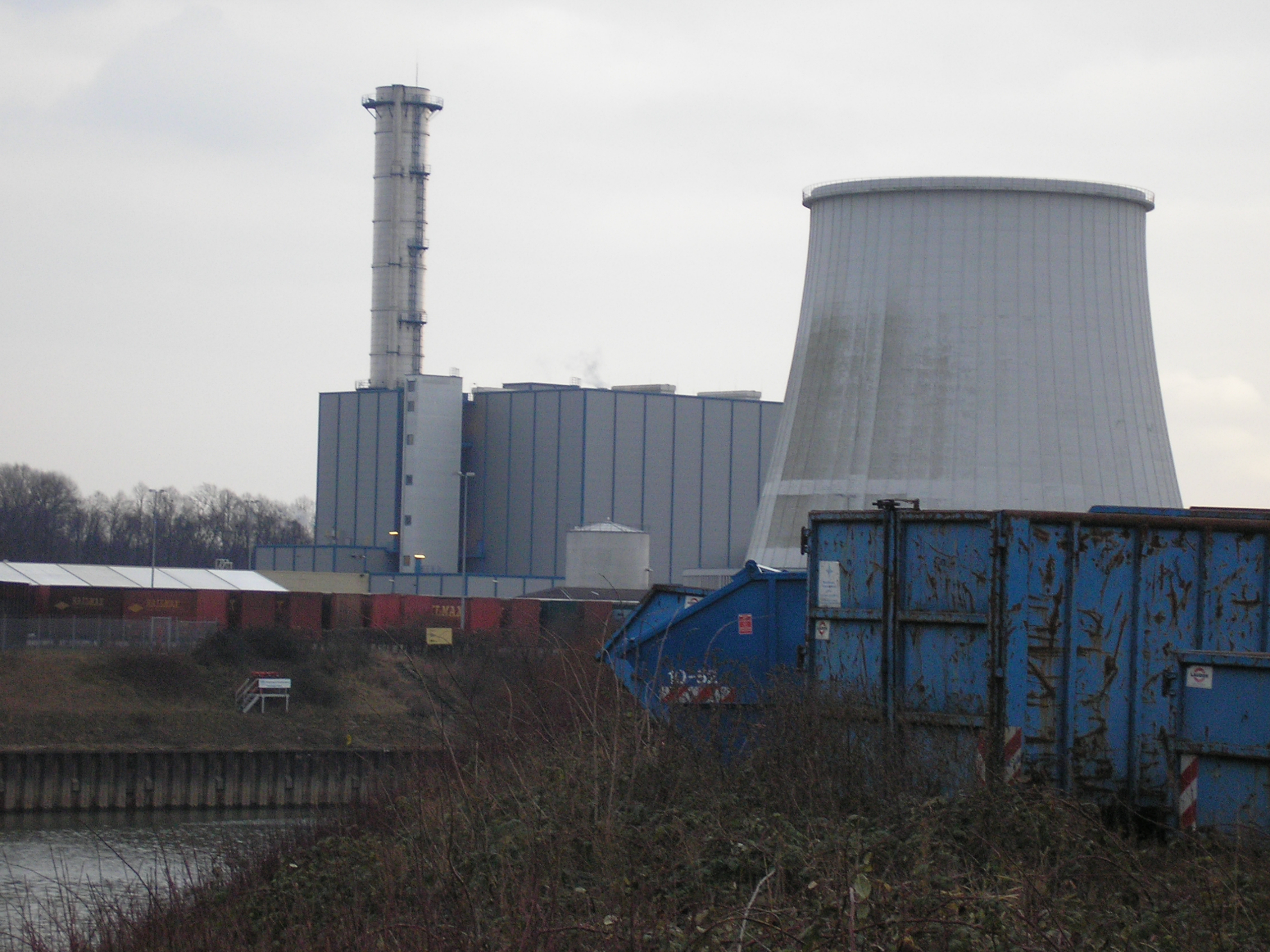
Heizkraftwerk Niehl

Das mit Erdgas betriebene Heizkraftwerk Niehl 1 war mehr als 30 Jahre lang das Rückgrat der Strom- und Fernwärmeversorgung für die Kölner Innenstadt und den Kölner Westen. Seit April 2005 hat das Heizkraftwerk Niehl 2 die Vorgängeranlage abgelöst. Diese Gas- und Dampfturbinenanlage soll einen Wirkungsgrad von bis zu 86 Prozent haben.

#### Gas-und-Dampfturbinen-Heizkraftwerk Niehl 3
Seit April 2016 ist das neue Heizkraftwerk Niehl 3 in Betrieb, „der Schlussstein der konventionellen Energieerzeugung bei der RheinEnergie“. Der neue GuD-Block in direkter Nachbarschaft zum Heizkraftwerk Niehl II weist eine elektrische Leistung von 450 Megawatt auf und liefert zusätzlich Fernwärme mit einer Leistung von bis zu 265 Megawatt. Laut Rheinenergie ist das Heizkraftwerk Niehl 3 ein wichtiger Baustein der Energiewende, da es seine Stromerzeugung flexibel kurzfristig steuern kann und so hilft, die schwankende Stromerzeugung der Erneuerbaren Energien abzusichern. Umweltaktivisten kritisieren den Neubau, weil mit dem Geld der Anteil der Erneuerbaren Energien im Energiemix der RheinEnergie von 4 % auf 11 % hätte angehoben werden können. Außerdem sei es eine unsichere Investition, da der Gaspreis sehr steigen könne und die Absatzmöglichkeiten für fossil gewonnenen Strom schlechter werden. Laut RheinEnergie arbeitet Niehl 3 wirtschaftlich, da das GuD vor allem Fernwärme für bestehende und neue Kölner Quartiere liefern wird.
Beiden Kraftwerksblöcke Niehl 2 und Niehl 3 haben eine elektrische Leistung von 413 MW und 459,9 MW sowie eine Wärmeleistung von 256 MW.

#### Heizkraftwerk Merheim
Das kleinste Kölner Heizkraftwerk liefert einen Teil des Kölner Stroms sowie Fernwärme für die umliegenden Stadtteile und für das Klinikum Merheim und Krankenhaus Holweide.

#### Heizwerk Südstadt

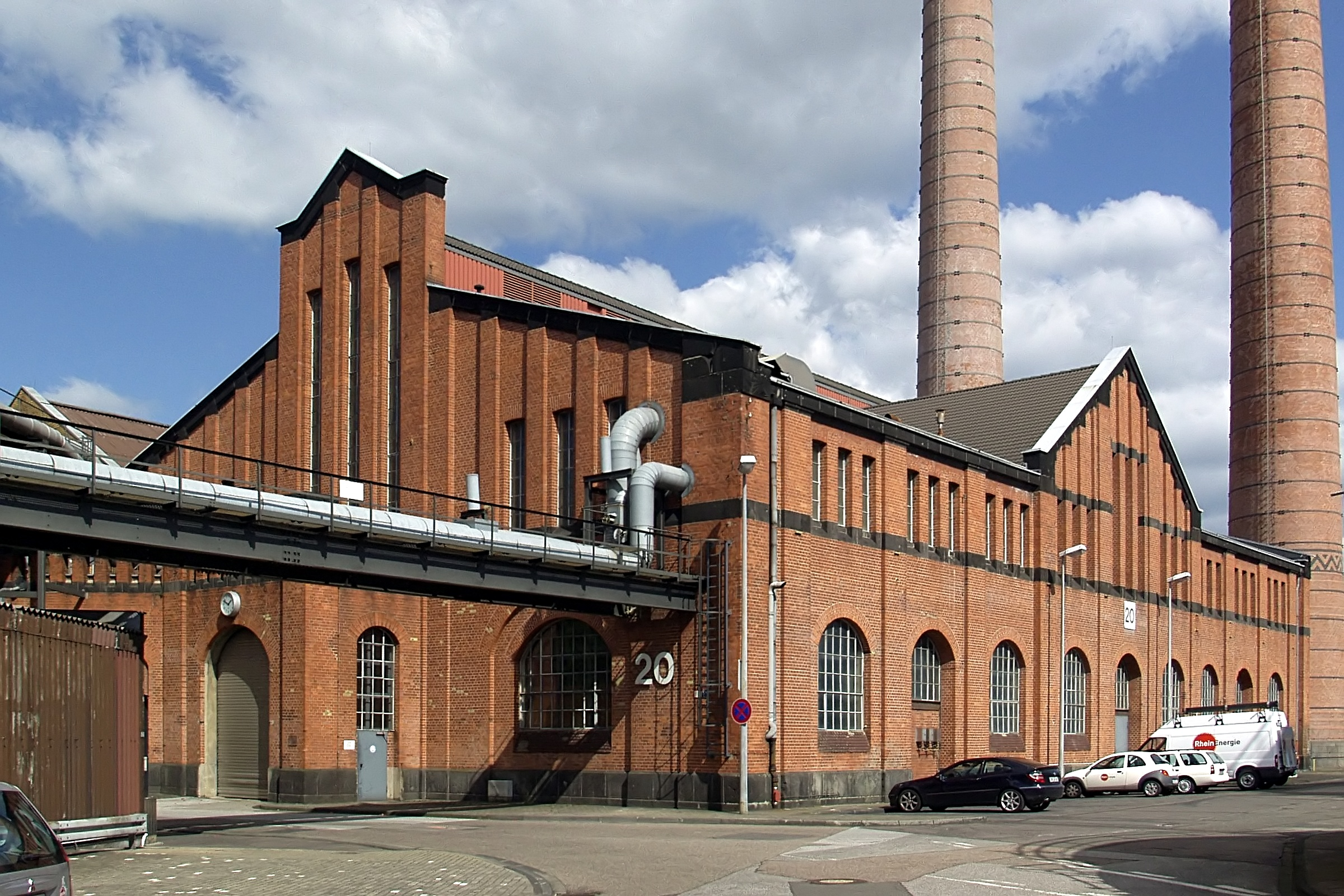
Heizwerk Südstadt

Das von der Historie her älteste Kölner Heizkraftwerk wurde als reine Stromerzeugungsanlage und eines der ersten Wechselstromkraftwerke Deutschlands bereits 1891 in Betrieb genommen. Innerhalb der komplett restaurierten Jugendstil-Bausubstanz findet sich eine moderne Gasturbine. Die Anlage arbeitet aktuell ausschließlich als Heizwerk und liefert Wärme für die Kölner Innenstadt.

#### Weitere Kraftwerke
Weitere Kraftwerke der RheinEnergie sind das Blockheizkraftwerk Junkersdorf, das Heizwerk Bocklemünd und das Heizwerk Deutz. Außerdem ist RheinEnergie mit 49,6 Prozent am Steinkohlekraftwerk Rostock beteiligt.

### Anlagen Erneuerbare Energie

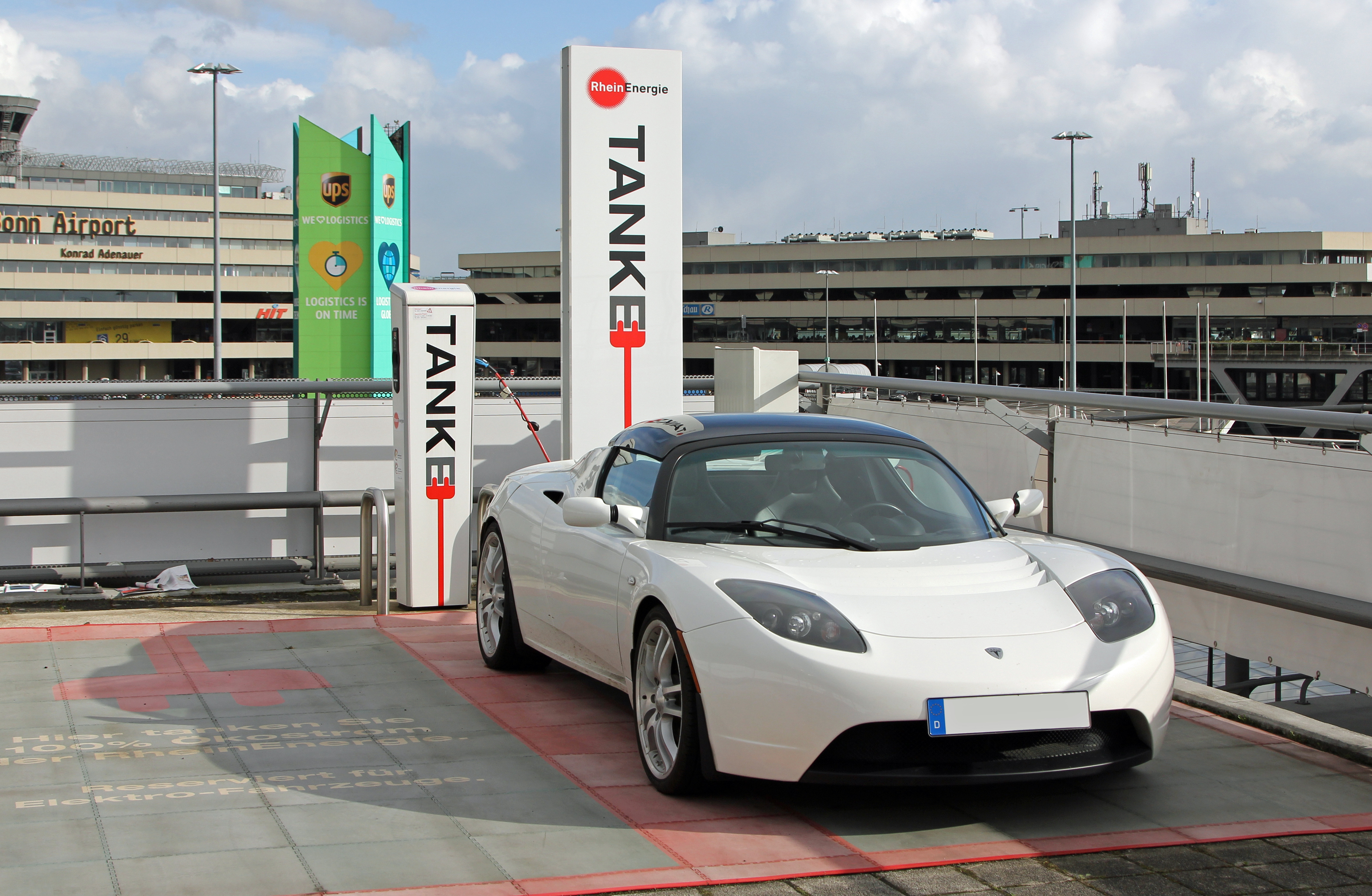
Stromtankstelle der Rheinenergie am Flughafen Köln/Bonn

#### Solarenergie

##### Andasol 3
Die RheinEnergie ist mit 12,3 Prozent an der 50-Megawatt-Solarthermieanlage „Andasol 3“ in Granada, Südspanien beteiligt. Die Solarthermie-Anlage, die 2011 in Betrieb ging, wird rund 60.000 Haushalte mit Strom versorgen.

##### Photovoltaikanlage auf dem Cargo Service Center, Flughafen Köln/Bonn
Die fußballfeldgroße Anlage ging 2009 in Betrieb und erzeugt mit 1.685 Modulen Strom für 110 Kölner Haushalte.

##### Photovoltaikanlage auf dem Dach der Kompostierungsanlage in Niehl
Die größte linksrheinische Anlage erzeugt im Jahr 480 Megawattstunden Strom und versorgt somit rund 160 Haushalte in Köln.

#### Windenergie
Das Windparkportfolio der RheinEnergie umfasst 19 Windparks mit einer Gesamtkapazität von mehr als 100 Megawatt. Die Anlagen, die sich mehrheitlich in Norddeutschland befinden, produzieren jährlich 200 Millionen Kilowattstunden Strom, was dem Verbrauch von 80.000 Haushalten entspricht.

#### Bioenergie

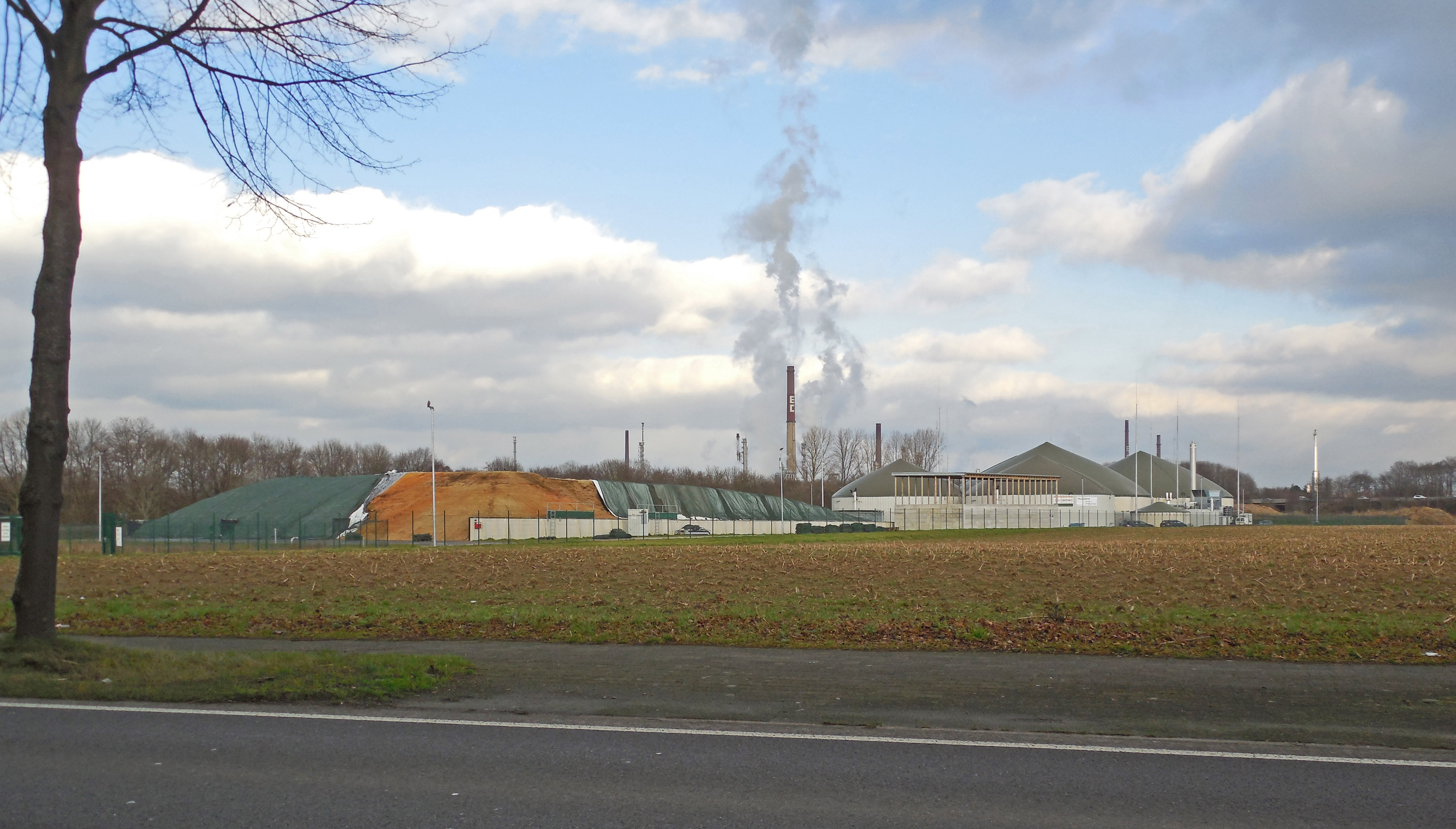
Biogasanlage Randkanal Nord

##### Biogasanlage Euskirchen-Schornbusch
Die RheinEnergie ist mit 40 Prozent an der Biogasanlage in Euskirchen-Schornbusch beteiligt, die aus Mais und anderen Rohstoffen rund 1,5 Megawatt Strom erzeugt.

##### Biogasanlage Randkanal-Nord
Die Anlage in Köln-Roggendorf hat im November 2011 ihren Betrieb aufgenommen. Die Anlage wird von 16 Landwirten der Region mit Rohstoffen versorgt. Sie produziert Strom für umgerechnet 3.000 Haushalte und Heizwärme für etwa 1.000 Wohnungen im Dormagener Stadtteil Hackenbroich. Damit zählt die Anlage laut RheinEnergie AG zu den effizientesten und klimafreundlichsten in Deutschland.

##### Recycling-Wärme aus Klärgas
In Kooperation mit dem Großklärwerk Stammheim der Stadtentwässerungsbetriebe Köln (StEB) und der GAG Immobilien AG versorgt die RheinEnergie seit Frühjahr 2012 etwa 1.700 Wohnungen und 100 Einfamilienhäuser mit klimaschonender Wärme. Diese wird aus Klärgas erzeugt, das bei der Abwasserreinigung entsteht.

## CO2-Emissionen
Die RheinEnergie verursacht allein mit ihren Heizkraftwerken in Merkenich, Niehl, Merheim und Südstadt ca. ein Fünftel der CO2-Emissionen der Stadt Köln. Hinzu kommen die CO2-Emissionen durch das Steinkohle-Kraftwerk Rostock, an dem die RheinEnergie mit 49,6 % beteiligt ist und bis 2019 die anteiligen CO2-Emissionen vom Grosskraftwerk Mannheim. Die RheinEnergie hielt 16,3 % an der MVV Energie, die wiederum zu 28 % an dem Grosskraftwerk Mannheim beteiligt ist.
| im Jahre | Heizkraftwerk Köln-Merkenich | Heizkraftwerk Köln-Niehl | Heizkraftwerk Köln-Merheim | Heizwerk Köln-Südstadt | 49,6 % vom Kraftwerk Rostock | 16,3 % von 28 % vom Grosskraftwerk Mannheim | CO2-Emissionen insgesamt |
| -------- | ---------------------------- | ------------------------ | -------------------------- | ---------------------- | ---------------------------- | ------------------------------------------- | ------------------------ |
| 2007     | 812.000                      | 948.000                  | 38.297                     | 76.902                 |                              | 335.395                                     | 2.210.594                |
| 2008     | 773.000                      | 1.170.000                | 42.138                     | 66.955                 |                              | 320.068                                     | 2.372.161                |
| 2009     | 709.000                      | 980.000                  | 47.036                     | 87.627                 |                              | 299.331                                     | 2.122.994                |
| 2010     | 657.000                      | 985.000                  | 50.180                     | 85.349                 |                              | 293.471                                     | 2.071.000                |
| 2011     | 699.000                      | 1.060.000                | 41.346                     | 73.575                 | 1.159.400                    | 267.775                                     | 3.301.096                |
| 2012     | 603.000                      | 919.000                  | 42.797                     | 76.973                 | 1.418.560                    | 273.636                                     | 3.333.966                |
| 2013     | 592.000                      | 565.000                  | 43.956                     | 143.061                | 1.200.320                    | 304.290                                     | 2.848.627                |
| 2014     | 336.000                      | 886.000                  | 37.608                     | 67.290                 | 1.279.680                    | 279.045                                     | 2.885.623                |
| 2015     | 507.000                      | 519.000                  | 41.129                     | 130.000                | 1.160.640                    | 329.986                                     | 2.687.755                |
| 2016     | 456.000                      | 1.320.000                | 45.962                     | 60.251                 | 1.309.440                    | 355.230                                     | 3.546.883                |
| 2017     | 537.245                      | 1.519.144                | 45.947                     | 9.564                  | 1.150.720                    | 309.249                                     | 3.571.869                |
| 2018     | 538.186                      | 1.250.341                | 44.504                     | 15.904                 | 907.680                      | 303.839                                     | 3.060.454                |
| 2019     | 366.508                      | 1.762.167                | 48.827                     | 7.281                  | 857.188                      | 221.895                                     | 3.263.866                |

## Verschiedenes
- RheinEnergie nahm im Jahre 2004 den Digitalfunk TETRA in Betrieb.
- Als Sponsor hat Rheinenergie dem Kölner Stadion in Müngersdorf (Rheinenergiestadion) den Namen gegeben. Darüber hinaus ist die Rheinenergie Sponsor zahlreicher in Köln ansässiger Sportvereine, unter anderem der Kölner Haie.[28]
- 2013 wird die Übernahme der Stadtwerke Düsseldorf von EnBW Energie Baden-Württemberg diskutiert.[29]
- Die RheinEnergie ist nicht zu verwechseln mit dem ebenfalls in Köln ansässigen Energieversorger rhenag Rheinische Energie Aktiengesellschaft, der vorwiegend rechtsrheinisch aktiv ist.

## Belege
1. ↑  ZfK Zeitung für kommunale Wirtschaft Karriere vom 3. Mai 2022: Andreas Feicht übernimmt weitere Funktionen in Köln, abgerufen am 1. August 2022
2. ↑  Bernd Petelkau als Aufsichtsratsvorsitzender der RheinEnergie wiedergewählt (Memento des Originals vom 5. Februar 2023 im Internet Archive)
3. ↑  Unternehmensportrait. Rheinenergie, abgerufen am 4. Februar 2024.
4. ↑  https://www.rheinenergie.com/de/unternehmen/unternehmen__/gesellschafter___organe/gesellschafter___organe.html
5. ↑  rheinenergie.com, ksta.de: Prestigebau für 140 Millionen Euro (Printausgabe vom 30. Januar 2014, S. 25)
6. ↑  Rheinenergie verkauft Mannheimer MVV-Anteile. In: Report-K. 2. April 2020, abgerufen am 3. April 2020.
7. ↑  Partner und Beteiligungen. RheinEnergie AG, abgerufen am 14. April 2025.
8. 1 2  Geschäftsbericht 2022. (PDF) In: RheinEnergie. RheinEnergie AG, 2023, abgerufen am 4. Februar 2024.
9. ↑  Rheinenergie Contracting (Memento des Originals vom 8. Mai 2016 im Internet Archive)  Info: Der Archivlink wurde automatisch eingesetzt und noch nicht geprüft. Bitte prüfe Original- und Archivlink gemäß Anleitung und entferne dann diesen Hinweis.
10. ↑  Geschäftsbericht 2018 der RheinEnergie AG, https://www.rheinenergie.com/de/unternehmen/unternehmen__/portrait/portrait.html#section-942853, abgerufen am 30. April 2020
11. 1 2  Geschäftsbericht 2020. (PDF) In: RheinEnergie. RheinEnergie AG, 2021, abgerufen am 4. Februar 2024.
12. ↑  Geschäftsbericht 2021. (PDF) In: RheinEnergie. RheinEnergie AG, 2022, abgerufen am 4. Februar 2024.
13. 1 2 3 4  Unser Stadtwerk – die RheinEnergie. In: Klimawende Köln. Klimawende Köln
c/o Allerweltshaus Köln e. V., 2019, abgerufen am 4. Februar 2024.
14. ↑  Klimawende Köln, abgerufen am 30. April 2020
15. ↑  Fraunhofer-Institut für Solare Energiesysteme ISE, energy-charts.de, abgerufen am 30. April 2020
16. ↑  Ingo Hinz: Neue Trinkwasserleitung: Dat Wasser vun Kölle – fließt quer zum Rhein. 9. Mai 2019, abgerufen am 26. Januar 2021 (deutsch).
17. ↑  Elektromobilität in Köln – bis zu 400 neue Ladepunkte geplant. Abgerufen am 16. Oktober 2021.
18. ↑  E-Ladesäulen: Rat beschließt weitere 1.000 Ladepunkte bis 2024. Abgerufen am 16. Oktober 2021.
19. ↑  Sauber pendeln: Mit dem E-Bus durch Köln. Abgerufen am 16. Oktober 2021.
20. ↑  E-Scooter bekommen Konkurrenz: "rhingo" flitzt durch Köln. Abgerufen am 16. Oktober 2021 (deutsch).
21. ↑  TankE GmbH | SPIE und RheinEnergie bündeln Kompetenzen für Ladeinfrastruktur für Elektrofahrzeuge im Joint Venture TankE. Abgerufen am 16. Oktober 2021 (deutsch).
22. ↑  chargecloud | Gründung der chargecloud GmbH. Abgerufen am 16. Oktober 2021 (deutsch).
23. ↑  Konzernspiegel 2020 der Stadtwerke Köln GmbH, https://www.stadtwerkekoeln.de/service/downloadcenter/
24. ↑  RheinEnergie-Website zu Niehl 3. In: rheinenergie.com. Abgerufen am 6. September 2016.
25. ↑  Kritik der Umweltaktivisten
26. ↑  Beitrag auf kommunalwirtschaft.eu. In: kommunalwirtschaft.eu. Abgerufen am 6. September 2016.
27. ↑  Emissionskataster des Umweltbundesamtes, https://www.thru.de/ abgerufen am 30. April 2020
28. ↑  Partner des Sports in Köln & Region. In: rheinenergie.com, 9. Februar 2010
29. ↑  Uwe-Jens Ruhnau: Düsseldorf: Elbers hat nichts gegen Verkauf an Köln. In: rp-online.de. 11. Juli 2013, abgerufen am 8. Februar 2024.

Koordinaten: 50° 57′ 36,1″ N, 6° 55′ 52,1″ O